# Redbird
Redbird – miasto w Stanach Zjednoczonych, w stanie Oklahoma, w hrabstwie Wagoner.